# Meno male che ci sei (film)
Meno male che ci sei è un film del 2009, diretto da Luis Prieto e basato sull'omonimo romanzo di Maria Daniela Raineri, la quale peraltro ha collaborato anche alla scrittura della sceneggiatura.

## Trama
Allegra vive in una famiglia dove i litigi sono all'ordine del giorno a causa dei continui tradimenti del padre. Così a diciassette anni è una ragazza molto chiusa ed è innamorata di Gabriele il quale prova un forte sentimento verso di lei, ma a causa della sua timidezza faticheranno a confessarsi il loro amore reciproco.
Una mattina, durante il tragitto verso la scuola, Allegra e suo padre discutono animatamente a causa di un viaggio che l'uomo voleva intraprendere solo con la moglie per riuscire a sistemare l'assetto familiare. La ragazza è furiosa non solo perché viene esclusa ma anche perché le toccherà trascorrere i giorni dai nonni. Così la ragazza, durante il tragitto in treno che la porta dai parenti, decide di chiamare Gabriele e invitarlo per un film. Prende in prestito una videocassetta dal nonno apatico e totalmente indifferente nei confronti della nipote e si prepara per la serata. Nel momento esatto in cui i due stanno per baciarsi bussa alla porta la vicina di casa insieme a un carabiniere poiché era giunta l'orribile notizia che i suoi genitori avevano perso la vita in un incidente aereo. Allegra è disperata, non sa cosa fare. Rimasta in balìa di se stessa, passa l'estate dai nonni. Un giorno legge un'email di tale Luisa, e da questa capisce che la donna è stata l'amante di suo padre.
Così Allegra, armata di coraggio, va a cercare Luisa. Subito dopo averla rintracciata Allegra le rivela la propria identità. Luisa rimane scioccata e sorpresa, ma dopo varie discussioni inizia ad instaurarsi un bel rapporto e così Luisa propone ad Allegra di andare a vivere da lei. Arriva finalmente anche l'atteso giorno in cui Allegra e Gabriele si dicono di amarsi. Nel frattempo Luisa conosce Giovanni, un appassionato di scrittura come lei, e iniziano una storia. Allegra, dopo aver passato la prima notte insieme a Gabriele, inizia ad essere gelosa di lui credendo che lui la tradisca; alla fine i due si lasciano. Luisa nel frattempo scopre di aspettare un figlio da Giovanni durante una conferenza di lavoro di alcuni giorni, raccontandolo così alle sue colleghe nonché amiche di Luisa. Allegra è ritornata triste e sola, non riesce a dimenticare Gabriele. Una sera Giovanni fa visita ad Allegra, essendo sola perché Luisa è alla conferenza. La ragazza confessa a Giovanni di non stare più con Gabriele; ma poco dopo mentre Giovanni sta per andare via, Allegra si spoglia davanti a lui e così passano la notte insieme. Il giorno dopo Luisa fa ritorno a casa, Allegra non ha il coraggio di dire a Luisa di aver avuto un rapporto con Giovanni, ma la sorpresa più scioccante è quando Luisa confessa ad Allegra di aspettare un bambino.
A questo punto Allegra sa di non poter restare più con Luisa, consapevole del fatto che la donna avrà una famiglia insieme a Giovanni, e così Allegra senza dare una spiegazione motivata a Luisa, torna dai nonni. 
Giovanni però non si sente incolpa di aver passato la notte con Allegra e così dopo aver saputo che presto avrà un figlio, decide di lasciare Luisa.
Allegra ancora pensa a Gabriele e una sera in discoteca, confessa al ragazzo di amarlo. In quella stessa sera viene drogata da Youri, un suo compagno di classe, e violentata da lui in macchina. Poco dopo Allegra fa ritorno a casa da sola con la macchina, ma essendo sotto gli effetti della droga fa un incidente. Luisa corre subito da Allegra.
La donna nota che Allegra è molto cambiata e così dopo varie discussioni fanno pace: Allegra torna a casa da Luisa e si prepara per l'esame di Stato. Passano diversi mesi: il giorno stesso in cui Allegra ha l'esame, si rompono le acque a Luisa e così corrono all'ospedale.
Gabriele, tramite Allegra, viene a sapere che è stata violentata da Youri e così, accecato dalla rabbia, picchia Youri capendo così che Gabriele è ancora innamorato di Allegra.
Nel frattempo Luisa partorisce un bel bambino e capisce che adesso insieme ad Allegra può avere la famiglia che ha sempre desiderato. 
Il film si conclude con Allegra sulla spiaggia e Luisa con il bambino, ma subito dopo compare anche Gabriele: i due giovani si sono rimessi insieme e camminando sulla spiaggia Allegra nella voce fuori campo pronuncia le ultime parole riferite a Gabriele: "Meno male che ci sei".

## Accoglienza
Il film è rientrato nella classifica redatta dalla rivista Ciak dei 100 film italiani più attesi del 2009.. Il film è stato distribuito nel circuito cinematografico italiano il 27 novembre 2009 e ha incassato 571000 €.